# Bernard Belle
Pour les articles homonymes, voir Belle.
Bernard Belle, né le 12 novembre 1964 à Englewood (New Jersey) et mort le 23 juin 2022, est un auteur-compositeur-chanteur et bassiste américain de R&B.

## Biographie
Bernard Belle commence sous le label Motown à partir du milieu des années 1980. Il quitte ce label quand il rejoint Teddy Riley avec qui il participe au succès du new jack swing.
Il a écrit, composé ou produit des chansons avec Hi-Five, Guy, Bobby Brown (notamment son duo avec Whitney Houston Something In Common), Morris Day, Riff ou Michael Jackson (Remember the Time, Why You Wanna Trip On Me, Privacy).
Bernard Belle a construit la carrière musicale de sa sœur Regina Belle en lui présentant de nombreux producteurs ainsi qu'en lui écrivant et en lui composant de nombreux titres.

## Discographie
- Today (1988)
- Abstrac' (1989)
- The New Formula (1990)
- 'Still In Love With You (1992)
- The Voice (1993)
- Fortunate (2002)